# Manuel Ángel Camacho Mohedano
Manuel Ángel Camacho Mohedano (Villanueva de Córdoba, Andalusia, 17 de juny de 2000) és un actor espanyol. Ha estat nominat al Goya al millor actor revelació per la pel·lícula Entrelobos on interpreta a Marcos Rodríguez Pantoja, paper que va aconseguir després de presentar-se a les audicions un total de 206 nens.

## Filmografi
| Pel·lícules | Pel·lícules         | Pel·lícules              | Pel·lícules                      | Pel·lícules                                                     |
| Any         | Títol               | Paper                    | Valoració Sensacine              | Notes                                                           |
| ----------- | ------------------- | ------------------------ | -------------------------------- | --------------------------------------------------------------- |
| 2010        | Entrelobos          | Marcos Rodríguez Pantoja | 2,7/5 sobre la base de 5 mitjans | Nominat al Goya al millor actor revelació en la seva XXV edició |
| 2015        | Hermanos del viento | Lukas                    |                                  |                                                                 |